# Dutywa
Dutywa (în trecut Idutywa) este un oraș din Provincia Eastern Cape, Africa de Sud.